# Aserbaidschanischer Fußballpokal 1999/2000
Der Aserbaidschanischer Fußballpokal 1999/2000 war die neunte Austragung des Pokalwettbewerbs im Fußball in Aserbaidschan. Pokalsieger wurde der FK Kəpəz, der sich im Finale gegen den FK Qarabağ Ağdam mit 2:1 durchsetzte. Kəpəz qualifizierte sich durch den Sieg für die Qualifikationsrunde im UEFA-Pokal 2000/01.

## Modus
Bis zum Halbfinale wurden die Sieger in Hin- und Rückspiel ermittelt. Bei Torgleichstand in beiden Spielen zählte zunächst die größere Zahl der auswärts erzielten Tore; gab es auch hierbei einen Gleichstand, wurde das Rückspiel verlängert und ggf. ein Elfmeterschießen zur Entscheidung ausgetragen.

## Teilnehmer
| Premyer Liqası (12)                                                                                   | Premyer Liqası (12)                                                                                           | Birinci Divizionu (4)                                                 | Regionalliga (3)                                             |
| --- | --- | --------------------------------------------------------------------- | ------------------------------------------------------------ |
| - FK Dinamo Baku - FK Kəpəz - FK Kimyaçı Sumqayıt - MOİK Baku PFK - Neftçi Baku PFK - ANS Pivani Baku | - FK Qarabağ Ağdam - FK Şəmkir - FK Shafa Baku - PFK Turan Tovuz - FK Viləs Masallı - Xəzər Universiteti Baku | - FK Şahdağ Quba - FK Şahdağ-Samur - HHQ-Şahin Baku - FK Shafa Baku 2 | - FK Azərsun Baku - Dəniz Neftçiləri Zirǝ - FK Göyəzən Qazax |

## 1. Runde
In dieser Runde nahmen drei Zweitligisten und drei Regionalligisten teil.
|                        | Gesamt |                             | Hinspiel | Rückspiel |
| ---------------------- | ------ | --------------------------- | -------- | --------- |
| HHQ-Şahin Baku (II)    | 1:5    | Dəniz Neftçiləri Zirǝ (III) | 1:2      | 00:3 1    |
| FK Şahdağ Quba (II)    | 0:3    | FK Shafa Baku 2 (II)        | 0:0      | 00:3 1    |
| FK Göyəzən Qazax (III) | 0:6    | FK Azərsun Baku (III)       | 00:3 1   | 00:3 1    |

## Achtelfinale
Teilnehmer: Die drei Sieger der 1. Runde, alle zwölf Erstligisten und ein weiterer Zweitligist.
|                             | Gesamt          |                         | Hinspiel | Rückspiel |
| --------------------------- | --------------- | ----------------------- | -------- | --------- |
| Dəniz Neftçiləri Zirǝ (III) | 02:14           | FK Dinamo Baku (I)      | 1:4      | 01:10     |
| FK Kəpəz (I)                | 5:1             | FK Kimyaçı Sumqayıt (I) | 5:0      | 0:1       |
| MOİK Baku PFK (I)           | 0:3             | ANS Pivani Baku (I)     | 0:2      | 0:1       |
| FK Shafa Baku 2 (II)        | 1:6             | Neftçi Baku PFK (I)     | 0:3      | 1:3       |
| PFK Turan Tovuz (I)         | 1:1 (4:5 i. E.) | FK Qarabağ Ağdam (I)    | 1:0      | 0:1 n. V. |
| Xəzər Universiteti Baku (I) | 3:6             | FK Shafa Baku (I)       | 2:2      | 1:4       |
| FK Azərsun Baku (III)       | 5:0             | FK Şahdağ-Samur (II)    | 2:0      | 3:0       |
| FK Şəmkir (I)               | (a)1:1(a)       | FK Viləs Masallı (I)    | 1:1      | 0:0       |

## Viertelfinale
|                      | Gesamt    |                       | Hinspiel | Rückspiel |
| -------------------- | --------- | --------------------- | -------- | --------- |
| FK Dinamo Baku (I)   | (a)1:1(a) | FK Kəpəz (I)          | 1:1      | 0:0       |
| ANS Pivani Baku (I)  | 0:2       | Neftçi Baku PFK (I)   | 0:1      | 0:1       |
| FK Qarabağ Ağdam (I) | 2:1       | FK Shafa Baku (I)     | 0:0      | 2:1       |
| FK Viləs Masallı (I) | 2:0       | FK Azərsun Baku (III) | 2:0      | 0:0       |

## Halbfinale
|                      | Gesamt |                      | Hinspiel | Rückspiel |
| -------------------- | ------ | -------------------- | -------- | --------- |
| FK Kəpəz (I)         | 1:0    | Neftçi Baku PFK (I)  | 1:0      | 0:0       |
| FK Qarabağ Ağdam (I) | 2:1    | FK Viləs Masallı (I) | 1:0      | 1:1       |

## Finale
| Paarung   | FK Kəpəz – FK Qarabağ Ağdam                                                   |
| Ergebnis  | 2:1 (0:0)                                                                     |
| Datum     | 28. Mai 2000                                                                  |
| Stadion   | Tofiq-Bəhramov-Stadion, Baku                                                  |
| Zuschauer | 6.000                                                                         |
| Tore      | 1:0 Ramiz Məmmədov (53.) 2:0 Rövşən Əhmədov (69.) 2:1 Bəhram Şahquluyev (90.) |